# イロン・ヴィークランド
マイレ＝イロン・ヴィークランド（Maire-Ilon Wikland、旧姓: ペーボ Pääbo、1930年2月5日- ）は、エストニア生まれのスウェーデンの芸術家、イラストレーターである 。
ヴィークランドはエストニアのタルトゥで生まれ、エストニアのバルト海沿岸にあるレーネ県ハープサルで育った。1944年、ヴィークランドは第二次ソビエト占領下のエストニアから同級生の家族と一緒にスウェーデンへ逃れ、難民として到着した。
1953年、ヴィークランドはラベン&シェーグレン社のイラストレーターの仕事に応募した。ちょうど『ミオよ わたしのミオ』の執筆を終えたばかりのアストリッド・リンドグレーンと出会い、リンドグレーンはヴィークランドが「おとぎ話を描くことができる」ことをすぐに見抜いた。ヴィークランドは『ミオよ わたしのミオ』のために試しにイラストを描き、その後リンドグレーンとの共同制作は続いた。ヴィークランドは、リンドグレーンの文章が絶えず自分の内面の絵を見せてくれると述べている。また、ヴィークランドは現実の生活から絵のインスピレーションを得ている。アストリッド・リンドグレーンが「自分の中の子供」のために書いたように、ヴィークランドもまた、自分の中の子供のために絵を描くことが多い。

## 作品
- 『やかまし村の子どもたち』シリーズ
- 『さわぎや通りの子どもたち』シリーズ
- 『はるかな国の兄弟』
- 『やねの上のカールソン』シリーズ
- 『マディケン』シリーズ
- 『ミオよ わたしのミオ』
- 『親指こぞうニルス・カールソン』
- 『山賊のむすめローニャ』
- 『わたしたちの島で（英語版）』
- 『ゆうれいフェルピンの話（英語版）』
- 『小さいきょうだい（スウェーデン語版）』

また、『赤い目のドラゴン』、『ぼくもおにいちゃんになりたいな』、『カイサとおばあちゃん』、『親指こぞうのおひっこし』、『小人の冒険』シリーズなど、リンドグレーンをはじめとする多くの作家の絵本に挿絵を提供している。
2004年、イロン・ヴィークランドは彼女のイラスト原本をエストニアに贈ることを決めた。作品は、エストニアのハープサルにあるヴィークランドのギャラリーで展示された。2009年、ハープサルに、ヴィークランドの作品やイラストをもとにした、子どもと家族のためのギャラリー兼テーマセンター、「Ilon's Wonderland」が開業した。